# Internet Explorer 3
Internet Explorer 3 (сокращённо IE3) — третья версия обозревателя от Microsoft, выпущенная 13 августа 1996 года. Была написана программистами, нанятыми из Spyglass для разработки браузера на основе Mosaic.
Эта версия поддерживала CSS, плагины ActiveX и расширения Java, возможности мультимедиа и систему контент-контроля PICS, разработанную Консорциумом Всемирной паутины (W3C). Эти нововведения были значительными в то время, в сравнении с основным конкурентом Netscape Navigator. Последние версии патча от IE3 поддерживали 40-битное и 128-битное шифрование, используя Server Gated Cryptography (SGC). 256-битное шифрование не было доступно в IE в течение почти 10 лет, а появилось только в Windows Vista и Internet Explorer 7.
Браузер начал интегрировать различные приложения.
Он поставляется как обозреватель по умолчанию в Windows 95 OSR2. Также предлагается для Windows NT 4.0, Windows 95 и Windows 3.1.
Также из-за этого браузера началась Война браузеров.
Преемник IE3, обозреватель Internet Explorer 4 вышел в сентябре 1997 года.